# Wojciech Brzeziński (dziennikarz)
Wojciech Brzeziński (ur. 1980) – polski dziennikarz telewizyjny, prasowy i internetowy, specjalizujący się w tematyce naukowej, technologicznej i środowiskowej. Laureat licznych nagród dziennikarskich, wykładowca akademicki.
Jest absolwentem Wydziału Dziennikarstwa i Komunikacji Społecznej Uniwersytetu Jagiellońskiego. Karierę dziennikarską rozpoczął w TVN, pracując przy programach dokumentalnych i śledczych, m.in. Superwizjer oraz Wielkie Ucieczki. W latach 2005–2007 był reporterem „Kroniki” TVP Kraków, zdobywając nagrody dziennikarskie, takie jak Prix CIRCOM Regional oraz Zielona Gruszka. W latach 2008–2021 współpracował z Polsat News, gdzie prowadził program Horyzont Zdarzeń – pierwszy w Polsce telewizyjny informacyjny magazyn popularnonaukowy. Od 2011 r. stale współpracuje z Tygodnikiem Powszechnym, dla którego tworzy teksty poświęcone nauce, technice i społecznym wpływom nowych technologii. Współpracuje także z innymi redakcjami, takimi, jak Tygodnik Interia, GeekWeek, Zielona Interia czy TVN24.pl. Laureat Halabardy 2014 Rektora Akademii Obrony Narodowej, oraz, wspólnie z Agatą Kaźmierską, Grand Press Digital and Technology 2023. Stypendysta Fundacji Knighta na Massachusetts Institute of Technology. Współautor (wraz z Agatą Kaźmierską) książki Strefy Cyberwojny (Oficyna 4eM, 2016). 
Od 2023 roku wykłada w Collegium Civitas.